# La nuit des tropiques

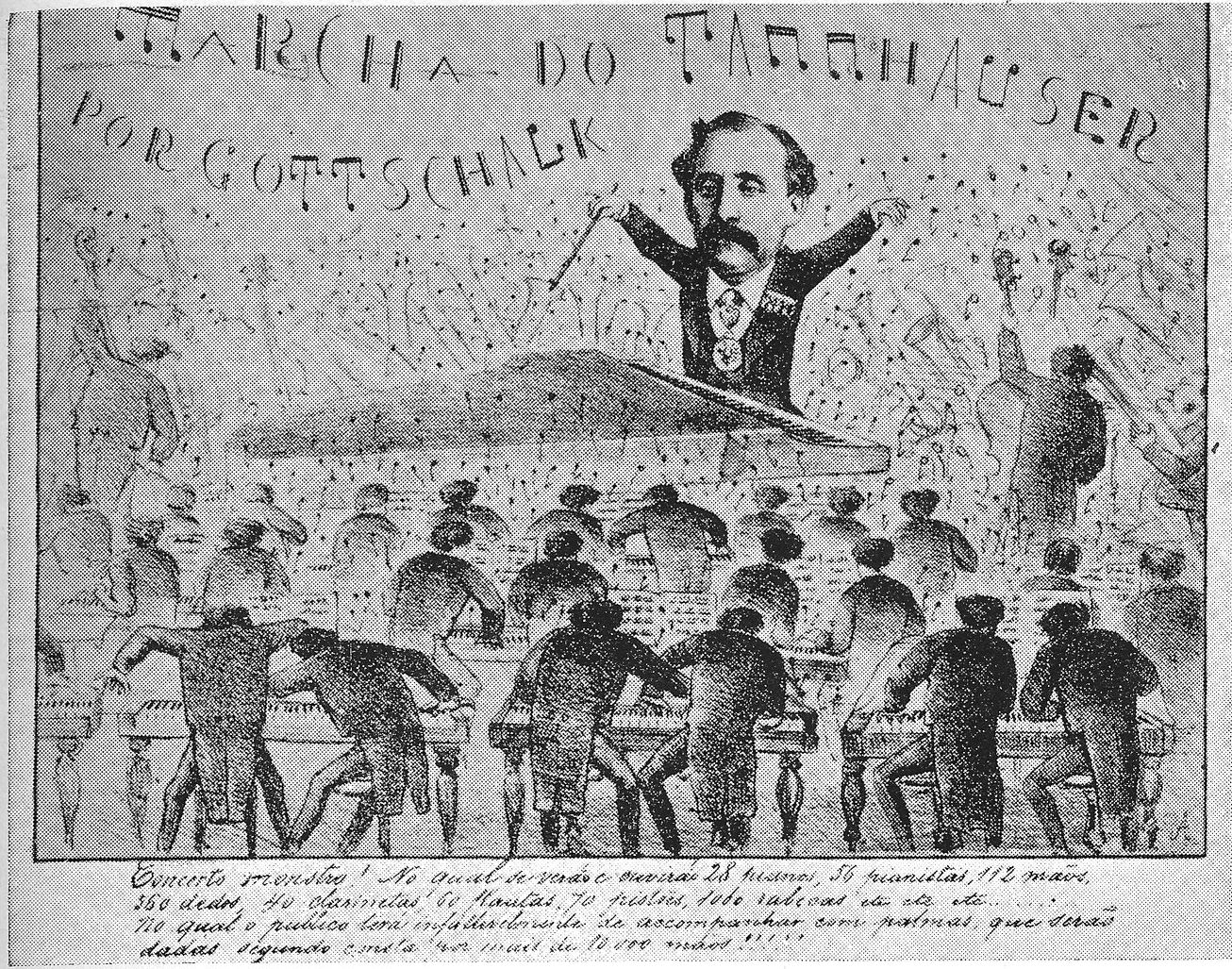
Karikatur von Louis Moreau Gottschalk als Dirigent eines seiner „Monster-Konzerte“ in Rio de Janeiro, 1869

La nuit des tropiques („Eine Nacht in den Tropen“), D. 104 (RO 255), ist die 1. Sinfonie des US-amerikanischen Komponisten und Pianisten Louis Moreau Gottschalk (1829–1869). Sie setzt erstmals in der Sinfonik lateinamerikanische Schlaginstrumente und überdies Rumba-Rhythmen ein.

## Entstehung, Uraufführung und Rezeption
Gottschalks 1. Sinfonie entstand während einer mehrjährigen Tournee durch die Karibik. Die genauen Umstände sind nicht bekannt, vermutlich wurde das Werk vorwiegend auf Kuba, Martinique und Guadeloupe komponiert. Der erste Satz Nuit dans les tropique, später von Gottschalk abgewandelt als Titel auf das Gesamtwerk übertragen, entstand wahrscheinlich 1858 und wurde 1860 in Havanna im Rahmen einer der wegen ihrer zahlreichen Mitwirkenden auch als Monster Concerts bezeichneten Veranstaltungen Gottschalks uraufgeführt. Der zweite – mit diversen Schlaginstrumenten angereicherte – Satz entstand vermutlich 1859 und trug zunächst den Titel Une Fête sous les tropiques. Die erste Gesamtaufführung fand am 17. April 1861 in Havanna statt. Wegen der großen Zahl der geforderten Spieler gab es nach Gottschalks Tod 1869 für lange Zeit keine Aufführungen mehr.
Das Originalmanuskript verblieb in Havanna, wurde 1932 gestohlen und tauchte in den 1950er-Jahren in der New York Public Library wieder auf. 1948 erklang das Werk erstmals in den USA in einer Fassung für 2 Klaviere von John Kirkpatrick, basierend auf Vorarbeiten von Nicolás Ruiz y Espadero. Die erste vollständige orchestrale Aufführung in modernerer Zeit fand am 5. Mai 1955 im McMillin Academic Theatre der Columbia University statt, gespielt vom Columbia University Orchestra unter Andre Kostelanetz. Grundlage war eine Fassung mit reduzierter Besetzung von Howard Shanet. Im Originalmanuskript fehlen die letzten Seiten, ebenso Teile der Stimmen für Schlagwerk. Bei der Rekonstruktion konnte Shanet aber auf zeitgenössische Klaviertranskriptionen zurückgreifen. Eine Edition für die von Gottschalk vorgesehene Originalbesetzung stammt von Igor Buketoff.

## Besetzung und Spieldauer
Die Originalbesetzung umfasst Piccoloflöte, Es-Klarinette, Flöten, Oboen, Klarinetten (vierfach geteilte Gruppe) Kornette (vierfach geteilte Gruppe), Trompeten, Hörner, Posaunen und Euphonien (vierfach geteilte Gruppe), Ophikleide, Basstuba, Streicher und Schlagwerk einschließlich afro-kubanischer Instrumente wie Maracas und Güiros. Bei der Uraufführung 1861 waren zudem 6 sogenannte Harmoniflautas eingesetzt, ein heute nicht mehr existierendes spanisches Instrument. Die Art der Besetzung scheint jedoch von Aufführung zu Aufführung variiert zu haben. Gottschalk selbst dirigierte das Werk mit teils mehreren Hundert Mitwirkenden zwischen 1860 und 1866 in Puerto Rico, Kuba, Martinique und Chile.
Die Besetzung in der Bearbeitung von Howard Shanet umfasst: Piccoloflöte, 2 Flöten, 3 Oboen, 3 Klarinetten in B, 3 Fagotte, 4 Hörner, 3 Kornette (oder Trompeten) in B, 3 Posaunen, Tuba, Pauken, Schlagwerk mit Großer Trommel, Becken, Kleine Trommel, Claves und Bamboula (eine mit den Fingern gespielte Trommel) sowie Streicher.
Die Aufführungsdauer beträgt etwa 20 Minuten.

## Aufbau und Charakterisierung
Die beiden Sätze der Sinfonie tragen folgende Tempobezeichnungen:
1. Andante
2. Allegro moderato

Formal stellt das Werk weniger eine Sinfonie dar als zwei aufeinanderfolgende Tondichtungen. Der erste Satz im 6/8-Takt ist vierteilig und malt zunächst eine ruhige Tropennacht, in die ein Gewitter einbricht, dessen Nachklang sowie die Rückkehr der Anfangsstimmung. Eigentliche „Amerikanismen“ fehlen, vielmehr lassen sich Anklänge an die Symphonie fantastique von Hector Berlioz ausmachen, ebenso Einflüsse Richard Wagners und dessen Tannhäuser-Ouvertüre als Modell. Streicher dominieren den Anfang, später treten Holzbläser und Blech dazu, ein etwas bewegterer Teil leitet zu einer dramatischeren Episode über, bevor der Satz mit dem ruhigen Streichermaterial des Beginns schließt.
Der zweite Satz entwirft ein kreolisches Fest und setzt nicht nur Holz- und Blechblasinstrumente verstärkt ein, sondern ergänzt – erstmals in einer Komposition sinfonischen Charakters – herkömmliches europäisches Schlagwerk durch eine große Gruppe afro-kubanischer Rhythmusinstrumente. Neuartig ist auch die Verwendung lateinamerikanischer Rumba-Rhythmen, während eine Fuge Gottschalks europäische Ausbildung erkennen lässt. Insgesamt lassen manche rhythmische und melodische Bildungen schon den erst Jahrzehnte später aufkommenden Jazz vorausahnen.